# Matthias Mayer (Handballspieler)
Matthias Mayer (* 23. Oktober 1986 in Wien) ist ein österreichischer Handballspieler.

## Karriere
Der gebürtige Wiener begann mit dem Handballspielen bereits in seiner Jugend beim WAT Atzgersdorf. 2008 startete er seine Profi-Karriere beim UHC Gänserndorf in der Handball Liga Austria, nach nur einem Jahr in der höchsten Liga Österreichs stieg er mit den Niederösterreichern in die Handball Bundesliga Austria ab. In der Saison 2010/11 spielte er wieder für seinen Jugendverein in der Landesliga, ehe er ein Jahr später erneut beim UHC Gänserndorf anheuerte. Für die Saison 2012/13 wechselte er innerhalb der zweiten Liga zum W.A.T. Floridsdorf. Zwischen 2013 und 2015 lief der Außenspieler für Union St. Pölten auf und konnte in seiner ersten Saison bei den Niederösterreichern den Aufstieg in die Handball Liga Austria feiern. 2014/15 konnte die Mannschaft die Klasse nicht halten. Bis 2016/17 lief Mayer wieder für den UHC Gänserndorf auf.

## Saisonbilanzen

### HLA
| Saison    | Verein                      | Spielklasse | Tore | 7-Meter | Feldtore |
| --------- | --------------------------- | ----------- | ---- | ------- | -------- |
| 2008/09   | UHC Gänserndorf             | HLA         | 5    | 0/0     | 5        |
| 2014/15   | SU Falkensteiner St. Pölten | HLA         | 17   | 0/0     | 17       |
| 2008–2015 | gesamt                      | HLA         | 22   | 0/0     | 22       |

### HBA
| Saison    | Verein                      | Spielklasse | Tore | 7-Meter      | Feldtore |
| --------- | --------------------------- | ----------- | ---- | ------------ | -------- |
| 2009/10   | UHC Gänserndorf             | HBA         | 42   | 0/0          | 42       |
| 2011/12   | UHC Gänserndorf             | HBA         | 26   | 0/0          | 26       |
| 2012/13   | WAT Floridsdorf             | HBA         | 63   | 0/0          | 63       |
| 2013/14   | SU Falkensteiner St. Pölten | HBA         | 35   | 0/0          | 35       |
| 2015/16   | UHC Gänserndorf             | HBA         | 64   | 11/18        | 53       |
| 2008–2016 | gesamt                      | HBA         | 230  | 11/18 (61 %) | 219      |

## Erfolge
- 1× Meister Handball Bundesliga Austria (mit Union St. Pölten)